# Ultima Underworld: The Stygian Abyss
Ultima Underworld: The Stygian Abyss è un videogioco di ruolo con visuale in prima persona sviluppato da Blue Sky Productions (successivamente Looking Glass Studios) e pubblicato da Origin Systems. È stato pubblicato nel marzo 1992 per sistemi MS-DOS, e in seguito è stato convertito per FM Towns (1993), PC-98 (1993) e PlayStation (1997), questi ultimi tre solo in Giappone, e infine per Pocket PC (2002).
Il gioco fa parte della serie Ultima e della sottoserie Ultima Underworld, che comprende anche un seguito: Ultima Underworld II: Labyrinth of Worlds.

## Trama
Ultima Underworld è ambientato nel mondo fantasy della serie Ultima, e si colloca all'interno del Great Stygian Abyss, un vasto mondo sotterraneo che è il resto di un'antica civiltà. Il giocatore assume il ruolo di Avatar con il compito di trovare la figlia rapita del conte.

## Accoglienza
Ultima Underworld ricevette un'ottima critica internazionale con vendite di circa 500 000 copie. Influenzò case di sviluppo come Bethesda Softworks e Valve Corporation, fu ispirazione di giochi come Deus Ex e BioShock.